# Seo Ho-jin
Seo Ho-jin (kor. 서호진; * 11. Juni 1983) ist ein südkoreanischer Shorttracker und Olympiasieger.

## Leben
Seo gewann bei den Teamweltmeisterschaften 2004 in Peking Gold, was ihm auch 2006 in Montreal gelang. Zudem gewann er 2005 in Sankt Petersburg Silber. Bei den Weltmeisterschaften 2005 in Peking gewann er mit der Staffel Silber. Er gewann bei den Olympischen Winterspielen 2006 in Turin mit der Staffel über 5000 m zusammen mit Ahn Hyun-soo, Lee Ho-suk, Song Suk-woo und Oh Se-jong eine Goldmedaille.
Er beendete im April 2011 seine aktive Laufbahn.

## Ehrungen (Auswahl)
- 2008: Men’s Team Award bei den Asian Sports Awards[10]